# فريدريك سيرتونر
فريدريك سيرتونر (بالألمانية: Friedrich Sertürner) (ولد في 19 يونيو، 1783 قرب بادربورن وتوفي في 20 فبراير 1841 في سكسونيا السفلى) كان صيدلي ألماني، وهو الذي اكتشف المورفين عام 1804.